# Core 2 Duo
Core 2 Duo è il nome commerciale di una serie di microprocessori x86 di ottava generazione sviluppati da Intel, presentati il 27 luglio 2006.
La nuova architettura, comune anche al Core 2 Extreme, deriva in parte da quella del Pentium M, ma più specificamente da quella del suo primo successore dual core, il Core Duo Yonah. Intel comunque ha dichiarato che le innovazioni apportate con Core 2 Duo sono diverse, di conseguenza l'azienda vuole proporla come un'architettura completamente nuova denominata Intel Core Microarchitecture (o P8), e viene identificata come successore della precedente architettura NetBurst (o P7). L'introduzione del Core 2 Duo, inoltre, ha segnato nella gamma Intel l'abbandono del nome storico "Pentium" per la fascia alta del mercato, per la prima volta dal 1993, relegandolo alla fascia medio/bassa.
A differenza di quanto accaduto in passato, Intel ha deciso di raggruppare sotto il nome di Core 2 Duo diversi processori (i primi esponenti sono Merom e Conroe) destinati a diversi settori di mercato. Per la prima volta infatti sia il mercato dei sistemi portatili che dei sistemi desktop si basano su un unico processore. Nella versione desktop, Core 2 Duo è il successore del Pentium D Presler, mentre nell'ambito mobile Core 2 Duo è il successore del Core Duo Yonah.

## La nuova strategia di Intel

Architettura del processore

L'introduzione del Core 2 Duo ha segnato un punto di svolta nella politica di mercato di Intel. La sua adozione in ambito desktop, infatti è coincisa con la morte dell'architettura NetBurst che è alla base del Pentium 4 e dei Pentium D (Smithfield e Presler) e che si è rivelata efficace in un momento in cui aumentare la frequenza di clock non era un problema, ma straordinariamente inefficiente dal punto di vista del rapporto prestazioni/Watt. Prendendo come riferimento l'architettura NetBurst del Pentium 4 Northwood, Intel è arrivata con Conroe a quintuplicare l'efficienza, e quindi le prestazioni, a parità di Watt dissipati. È evidente inoltre, come fino a Smithfield che mantiene fondamentalmente la stessa architettura del Pentium 4, tale aumento sia stato molto marginale. Dato che ormai aumentare il clock è diventato quasi impossibile senza l'insorgere di numerose complicazioni legate alla dissipazione termica e all'efficienza dell'architettura, la parallelizzazione delle operazioni sembra la strada migliore per proseguire il processo di innovazione.

## Diversi settori di mercato
Come detto sopra, nel settore mobile, Core 2 Duo è rappresentato dal core Merom andando a succedere al Core Duo Yonah, prima CPU dual core destinata all'impiego in sistemi portatili presentata a inizio 2006.
Nel settore desktop, invece il processore Core 2 Duo è basato sul core Conroe, una variante di Merom, più potente e non specificatamente ottimizzata per l'economia di esercizio. In questo caso, esso è il successore del Pentium D Presler, anch'esso presentato a inizio 2006.
Per differenziare i vari modelli di Core 2 Duo, il consumatore deve guardare al processor number, i processori Merom appartengono alle serie T7xxx e T5xxx, mentre i Conroe alle serie E6xxx ed E4xxx.

## Classificazione

### Settore Desktop

#### Conroe
Il primo processore Core 2 Duo, Conroe, è stato presentato il 27 luglio 2006. È destinato al mercato desktop e ha rimpiazzato gradualmente il Pentium 4 e il Pentium D, essendo costruito con un processo produttivo a 65 nm. Intel ha dichiarato che Conroe garantisce un'efficienza del 40% superiore rispetto al Pentium D ed un consumo del 40% inferiore.

#### Allendale
Allendale è essenzialmente una versione economica di Conroe con una cache L2 dimezzata. È stato presentato a inizio 2007.

#### Wolfdale
Wolfdale è un die shrink di Conroe a 45 nm, cioè una "ri-scalatura" del core Conroe, realizzata con un processo produttivo più sofisticato per diminuire ulteriormente i consumi e poter aumentare così la frequenza di funzionamento, oltre alla dotazione di cache L2 aumentata del 50%.
Presentato a gennaio 2008.

#### Ridgefield
Ridgefield è il successore di Allendale, come Wolfdale lo è stato per Conroe. Si tratta di una versione di Allendale costruita 45 nm, cioè un Wolfdale con cache L2 dimezzata.
Presentato ad aprile 2008.

### Settore Mobile

#### Merom
Merom, presentato il 27 luglio 2006, è il primo processore Core 2 Duo destinato al mercato mobile. Merom è il processore che è alla base della nuova piattaforma Centrino Pro Santa Rosa e supporta le istruzioni EM64T. La sua architettura è simile a quella di Conroe, ma garantisce un consumo ancora più basso, secondo Intel il guadagno è del 20% rispetto al predecessore Core Duo.

#### Penryn
Penryn è l'evoluzione di Merom ed è arrivato sul mercato all'inizio del 2008.

## Modelli
La tabella seguente mostra i principali modelli di Core 2 Duo arrivati sul mercato. Molti di questi condividono caratteristiche comuni pur essendo basati su diversi core. Di seguito anche una legenda dei termini (alcuni abbreviati) usati per l'intestazione delle colonne:
- Nome Commerciale: si intende il nome con cui è stato immesso in commercio quel particolare esemplare (LV=Low Voltage o Bassa tensione; ULV=Ultra Low Voltage).
- Data: si intende la data di immissione sul mercato di quel particolare esemplare
- Socket: lo zoccolo della scheda madre in cui viene inserito il processore. In questo caso il numero rappresenta oltre al nome anche il numero dei pin di contatto.
- N°C.: sta per "N°Core" e si intende il numero di core montati sul package: 1 se "single core" o 2 se "dual core".
- Clock: la frequenza di funzionamento del processore.
- Molt.: sta per "Moltiplicatore" ovvero il fattore di moltiplicazione per il quale bisogna moltiplicare la frequenza di bus per ottenere la frequenza del processore.
- Pr.Prod.: sta per "Processo produttivo" e indica tipicamente la dimensione dei gate dei transistors (180 nm, 130 nm, 90 nm) e il numero di transistor integrati nel processore espresso in milioni.
- Voltag.: sta per "voltaggio" e indica la tensione di alimentazione del processore.
- Watt: si intende il consumo massimo di quel particolare esemplare.
- Bus: frequenza del bus di sistema.
- cache: dimensione delle cache di 1º, 2º e 3º livello.
- XD: sta per "XD-bit" e indica l'implementazione della tecnologia di sicurezza che evita l'esecuzione di codice malevolo sul computer.
- 64: sta per "EM64T" ovvero l'implementazione della tecnologia a 64 bit di Intel.
- HT: sta per "Hyper-Threading" e indica l'implementazione della esclusiva tecnologia Intel che consente al sistema operativo di vedere 2 core logici.
- ST: sta per "SpeedStep Technology" ovvero la tecnologia di risparmio energetico sviluppata da Intel e inserita negli ultimi Pentium 4 Prescott serie 6xx per contenere il consumo massimo.
- VT: sta per "Vanderpool Technology", la tecnologia di virtualizzazione che rende possibile l'esecuzione simultanea di più sistemi operativi differenti contemporaneamente.
- Core: si intende il nome in codice del progetto alla base di quel particolare esemplare.

Processori per desktop
| Nome Commerciale     | Data            | Socket | N°C. | Clock    | Molt. | Pr.Prod.       | Voltag.         | Watt | Bus      | cache            | XD | 64 | HT | ST | VT | Core       |
| -------------------- | --------------- | ------ | ---- | -------- | ----- | -------------- | --------------- | ---- | -------- | ---------------- | -- | -- | -- | -- | -- | ---------- |
| Core 2 Duo E6300*    | 21 gennaio 2007 | 775    | 2    | 1,86 GHz | 7x    | 65 nm 167 mil. | 0,85 - 1,5 V    | 65 W | 1066 MHz | L1=2x64KB L2=2MB | Sì | Sì | No | Sì | Sì | Allendale  |
| Core 2 Duo E6400*    | 21 gennaio 2007 | 775    | 2    | 2,13 GHz | 8x    | 65 nm 167 mil. | 0,85 - 1,5 V    | 65 W | 1066 MHz | L1=2x64KB L2=2MB | Sì | Sì | No | Sì | Sì | Allendale  |
| Core 2 Duo E4300     | 21 gennaio 2007 | 775    | 2    | 1,8 GHz  | 9x    | 65 nm 167 mil. | 0,85 - 1,5 V    | 65 W | 800 MHz  | L1=2x64KB L2=2MB | Sì | Sì | No | Sì | No | Allendale  |
| Core 2 Duo E4400     | 22 aprile 2007  | 775    | 2    | 2,0 GHz  | 10x   | 65 nm 167 mil. | 0,85 - 1,5 V    | 65 W | 800 MHz  | L1=2x64KB L2=2MB | Sì | Sì | No | Sì | No | Allendale  |
| Core 2 Duo E4500     | settembre 2007  | 775    | 2    | 2,2 GHz  | 11x   | 65 nm 167 mil. | 0,85 - 1,5 V    | 65 W | 800 MHz  | L1=2x64KB L2=2MB | Sì | Sì | No | Sì | No | Allendale  |
| Core 2 Duo E6300*    | 27 luglio 2006  | 775    | 2    | 1,86 GHz | 7x    | 65 nm 167 mil. | 0,85 - 1,5 V    | 65 W | 1066 MHz | L1=2x64KB L2=2MB | Sì | Sì | No | Sì | Sì | Conroe     |
| Core 2 Duo E6400*    | 27 luglio 2006  | 775    | 2    | 2,13 GHz | 8x    | 65 nm 167 mil. | 0,85 - 1,5 V    | 65 W | 1066 MHz | L1=2x64KB L2=2MB | Sì | Sì | No | Sì | Sì | Conroe     |
| Core 2 Duo E6320     | 22 aprile 2007  | 775    | 2    | 1,86 GHz | 7x    | 65 nm 291 mil. | 0,85 - 1,5 V    | 65 W | 1066 MHz | L1=2x64KB L2=4MB | Sì | Sì | No | Sì | Sì | Conroe     |
| Core 2 Duo E6420     | 22 aprile 2007  | 775    | 2    | 2,13 GHz | 8x    | 65 nm 291 mil. | 0,85 - 1,5 V    | 65 W | 1066 MHz | L1=2x64KB L2=4MB | Sì | Sì | No | Sì | Sì | Conroe     |
| Core 2 Duo E6600     | 27 luglio 2006  | 775    | 2    | 2,4 GHz  | 9x    | 65 nm 291 mil. | 0,85 - 1,5 V    | 65 W | 1066 MHz | L1=2x64KB L2=4MB | Sì | Sì | No | Sì | Sì | Conroe     |
| Core 2 Duo E6700     | 27 luglio 2006  | 775    | 2    | 2,66 GHz | 10x   | 65 nm 291 mil. | 0,85 - 1,5 V    | 65 W | 1066 MHz | L1=2x64KB L2=4MB | Sì | Sì | No | Sì | Sì | Conroe     |
| Core 2 Extreme X6800 | 27 luglio 2006  | 775    | 2    | 2,93 GHz | 11x   | 65 nm 291 mil. | 0,85 - 1,5 V    | 75 W | 1066 MHz | L1=2x64KB L2=4MB | Sì | Sì | No | Sì | Sì | Conroe     |
| Core 2 Duo E6550     | 16 luglio 2007  | 775    | 2    | 2,33 GHz | 7x    | 65 nm 291 mil. | 0,85 - 1,5 V    | 65 W | 1333 MHz | L1=2x64KB L2=4MB | Sì | Sì | No | Sì | Sì | Conroe     |
| Core 2 Duo E6750     | 16 luglio 2007  | 775    | 2    | 2,66 GHz | 8x    | 65 nm 291 mil. | 0,85 - 1,5 V    | 65 W | 1333 MHz | L1=2x64KB L2=4MB | Sì | Sì | No | Sì | Sì | Conroe     |
| Core 2 Duo E6850     | 16 luglio 2007  | 775    | 2    | 3 GHz    | 9x    | 65 nm 291 mil. | 0,85 - 1,5 V    | 75 W | 1333 MHz | L1=2x64KB L2=4MB | Sì | Sì | No | Sì | Sì | Conroe     |
| Core 2 Duo E7200     | 20 aprile 2008  | 775    | 2    | 2,53 GHz | 9,5x  | 45 nm 291 mil. | 0,85 - 1,3625 V | 75 W | 1066 MHz | L1=2x64KB L2=3MB | Sì | Sì | No | Sì | Sì | Ridgefield |
| Core 2 Duo E7300     | 16 luglio 2008  | 775    | 2    | 2,66 GHz | 10x   | 45 nm 291 mil. | 0,85 - 1,3625 V | 75 W | 1066 MHz | L1=2x64KB L2=3MB | Sì | Sì | No | Sì | Sì | Ridgefield |
| Core 2 Duo E7400     | 16 luglio 2008  | 775    | 2    | 2,80 GHz | 10,5x | 45 nm 291 mil. | 0,85 - 1,3625 V | 75 W | 1066 MHz | L1=2x64KB L2=3MB | Sì | Sì | No | Sì | Sì | Ridgefield |
| Core 2 Duo E8190     | 20 gennaio 2008 | 775    | 2    | 2,66 GHz | 8x    | 45 nm 410 mil. | 0,85 - 1,3625 V | 65 W | 1333 MHz | L1=2x64KB L2=6MB | Sì | Sì | No | Sì | No | Wolfdale   |
| Core 2 Duo E8200     | 20 gennaio 2008 | 775    | 2    | 2,66 GHz | 8x    | 45 nm 410 mil. | 0,85 - 1,3625 V | 65 W | 1333 MHz | L1=2x64KB L2=6MB | Sì | Sì | No | Sì | Sì | Wolfdale   |
| Core 2 Duo E8300     | 22 aprile 2008  | 775    | 2    | 2,83 GHz | 8,5x  | 45 nm 410 mil. | 0,85 - 1,3625 V | 65 W | 1333 MHz | L1=2x64KB L2=6MB | Sì | Sì | No | Sì | Sì | Wolfdale   |
| Core 2 Duo E8400     | 20 gennaio 2008 | 775    | 2    | 3 GHz    | 9x    | 45 nm 410 mil. | 0,85 - 1,3625 V | 65 W | 1333 MHz | L1=2x64KB L2=6MB | Sì | Sì | No | Sì | Sì | Wolfdale   |
| Core 2 Duo E8500     | 20 gennaio 2008 | 775    | 2    | 3,16 GHz | 9,5x  | 45 nm 410 mil. | 0,85 - 1,3625 V | 65 W | 1333 MHz | L1=2x64KB L2=6MB | Sì | Sì | No | Sì | Sì | Wolfdale   |
| Core 2 Duo E8600     | 10 agosto 2008  | 775    | 2    | 3,33 GHz | 10x   | 45 nm 410 mil. | 0,85 - 1,3625 V | 65 W | 1333 MHz | L1=2x64KB L2=6MB | Sì | Sì | No | Sì | Sì | Wolfdale   |
| Nome Commerciale     | Data            | Socket | N°C. | Clock    | Molt. | Pr.Prod.       | Voltag.         | Watt | Bus      | cache            | XD | 64 | HT | ST | VT | Core       |

Processori per notebook
| Nome Commerciale     | Data             | Socket | N°C. | Clock    | Molt. | Pr.Prod.       | Voltag.         | Watt | Bus      | cache            | XD | 64 | HT | ST | VT | Core      |
| -------------------- | ---------------- | ------ | ---- | -------- | ----- | -------------- | --------------- | ---- | -------- | ---------------- | -- | -- | -- | -- | -- | --------- |
| Core 2 Duo T5200     | ottobre 2006     | M      | 2    | 1,6 GHz  | 12x   | 65 nm          | 1.0375 - 1.3 V  | 34 W | 533 MHz  | L2=2MB           | Sì | Sì | No | Sì | No | Merom     |
| Core 2 Duo T5500     | 27 luglio 2006   | M, 479 | 2    | 1,66 GHz | 10x   | 65 nm 410 mil. | 1,17 V          | 34 W | 667 MHz  | L1=2x64KB L2=2MB | Sì | Sì | No | Sì | No | Merom     |
| Core 2 Duo T5600     | 27 luglio 2006   | M, 479 | 2    | 1,83 GHz | 11x   | 65 nm 410 mil. | 1,17 V          | 34 W | 667 MHz  | L1=2x64KB L2=2MB | Sì | Sì | No | Sì | Sì | Merom     |
| Core 2 Duo T7200     | 27 luglio 2006   | M, 479 | 2    | 2,0 GHz  | 12x   | 65 nm 291 mil. | 1,17 V          | 34 W | 667 MHz  | L1=2x64KB L2=4MB | Sì | Sì | No | Sì | Sì | Merom     |
| Core 2 Duo T7400     | 27 luglio 2006   | M, 479 | 2    | 2,16 GHz | 13x   | 65 nm 291 mil. | 1,17 V          | 34 W | 667 MHz  | L1=2x64KB L2=4MB | Sì | Sì | No | Sì | Sì | Merom     |
| Core 2 Duo T7600     | 27 luglio 2006   | M, 479 | 2    | 2,33 GHz | 14x   | 65 nm 291 mil. | 1,17 V          | 34 W | 667 MHz  | L1=2x64KB L2=4MB | Sì | Sì | No | Sì | Sì | Merom     |
| Core 2 Duo T7300     | 9 maggio 2007    | P      | 2    | 2 GHz    | 10x   | 65 nm 291 mil. | 1,17 V          | 34 W | 800 MHz  | L1=2x64KB L2=4MB | Sì | Sì | No | Sì | Sì | Merom     |
| Core 2 Duo T7500     | 9 maggio 2007    | P      | 2    | 2,2 GHz  | 11x   | 65 nm          | 1.0375 - 1.3 V  | 35 W | 800 MHz  | L2=4MB           | Sì | Sì | No | Sì | Sì | Merom     |
| Core 2 Duo T7700     | 9 maggio 2007    | P      | 2    | 2,4 GHz  | 12x   | 65 nm 291 mil. | 1,17 V          | 34 W | 800 MHz  | L1=2x64KB L2=4MB | Sì | Sì | No | Sì | Sì | Merom     |
| Core 2 Duo T7800     | 2 settembre 2007 | P      | 2    | 2,6 GHz  | 13x   | 65 nm          | 1.0375 - 1.3 V  | 35 W | 800 MHz  | L2=4MB           | Sì | Sì | No | Sì | Sì | Merom     |
| Core 2 Duo T5250     | aprile 2007      | P      | 2    | 1,5 GHz  | 9x    | 65 nm          | 1.0375 - 1.3 V  | 35 W | 667 MHz  | L2=2MB           | Sì | Sì | No | Sì | No | Merom-2M  |
| Core 2 Duo T5270     | ottobre 2007     | P      | 2    | 1,4 GHz  | 7x    | 65 nm          | 1.0375 - 1.3 V  | 35 W | 800 MHz  | L2=2MB           | Sì | Sì | No | Sì | No | Merom-2M  |
| Core 2 Duo T5300     | gennaio 2007     | M      | 2    | 1,73 GHz | 13x   | 65 nm          | 1.0375 - 1.3 V  | 34 W | 533 MHz  | L2=2MB           | Sì | Sì | No | Sì | No | Merom-2M  |
| Core 2 Duo T5450     | aprile 2007      | P      | 2    | 1,67 GHz | 10x   | 65 nm          | 1.0375 - 1.3 V  | 35 W | 667 MHz  | L2=2MB           | Sì | Sì | No | Sì | No | Merom-2M  |
| Core 2 Duo T5470     | luglio 2007      | P      | 2    | 1,6 GHz  | 8x    | 65 nm          | 1.0375 - 1.3 V  | 35 W | 800 MHz  | L2=2MB           | Sì | Sì | No | Sì | No | Merom-2M  |
| Core 2 Duo T5500     | gennaio 2007     | M      | 2    | 1,67 GHz | 10x   | 65 nm          | 1.0375 - 1.3 V  | 34 W | 667 MHz  | L2=2MB           | Sì | Sì | No | Sì | No | Merom-2M  |
| Core 2 Duo T5550     | gennaio 2008     | P      | 2    | 1,83 GHz | 11x   | 65 nm          | 1.0375 - 1.3 V  | 35 W | 667 MHz  | L2=2MB           | Sì | Sì | No | Sì | No | Merom-2M  |
| Core 2 Duo T5600     | gennaio 2007     | M      | 2    | 1,83 GHz | 11x   | 65 nm          | 1.0375 - 1.3 V  | 34 W | 667 MHz  | L2=2MB           | Sì | Sì | No | Sì | Sì | Merom-2M  |
| Core 2 Duo T5670     | aprile 2008      | P      | 2    | 1.8 GHz  | 9x    | 65 nm          | 1.0375 - 1.3 V  | 35 W | 800 MHz  | L2=2MB           | Sì | Sì | No | Sì | Sì | Merom-2M  |
| Core 2 Duo T5750     | gennaio 2008     | P      | 2    | 2 GHz    | 12x   | 65 nm          | 1.0375 - 1.3 V  | 35 W | 667 MHz  | L2=2MB           | Sì | Sì | No | Sì | No | Merom-2M  |
| Core 2 Duo T5800     | marzo 2008       | P      | 2    | 2 GHz    | 10x   | 65 nm          | 1.0375 - 1.3 V  | 35 W | 800 MHz  | L2=2MB           | Sì | Sì | No | Sì | No | Merom-2M  |
| Core 2 Duo T5850     | marzo 2008       | P      | 2    | 2,17 GHz | 13x   | 65 nm          | 1.0375 - 1.3 V  | 35 W | 667 MHz  | L2=2MB           | Sì | Sì | No | Sì | No | Merom-2M  |
| Core 2 Duo T5870     | 2008             | P      | 2    | 2 GHz    | 10x   | 65 nm          | 1.0375 - 1.3 V  | 35 W | 800 MHz  | L2=2MB           | Sì | Sì | No | Sì | No | Merom-2M  |
| Core 2 Duo T5900     | N.D              | P      | 2    | 2,2 GHz  | 11x   | 65 nm          | 1.0375 - 1.3 V  | 35 W | 800 MHz  | L2=2MB           | Sì | Sì | No | Sì | No | Merom-2M  |
| Core 2 Duo T7100     | 9 maggio 2007    | P      | 2    | 1,8 GHz  | 9x    | 65 nm          | 0.900 - 1.175   | 35 W | 800 MHz  | L1=2x64KB L2=2MB | Sì | Sì | No | Sì | Sì | Merom-2M  |
| Core 2 Duo T7250     | N.D              | P      | 2    | 2 GHz    | 10x   | 65 nm          | 1.0375 - 1.3 V  | 35 W | 800 MHz  | L2=2MB           | Sì | Sì | No | Sì | Sì | Merom-2M  |
| Core 2 Duo L7200 LV  | 1º febbraio 2007 | 479    | 2    | 1,33 GHz | 8x    | 65 nm 291 mil. | 0.9 - 1.2 V     | 17 W | 667 MHz  | L1=2x64KB L2=2MB | Sì | Sì | No | Sì | Sì | Merom     |
| Core 2 Duo L7300 LV  | 1º maggio 2007   | FCBGA6 | 2    | 1,4 GHz  | 7x    | 65 nm          | 0.9 - 1.1 V     | 17 W | 800 MHz  | N.A              | Sì | Sì | No | Sì | Sì | Merom     |
| Core 2 Duo L7400 LV  | 1º febbraio 2007 | 479    | 2    | 1,5 GHz  | 9x    | 65 nm 291 mil. | 0.9 - 1.2 V     | 17 W | 667 MHz  | L1=2x64KB L2=2MB | Sì | Sì | No | Sì | Sì | Merom     |
| Core 2 Duo L7500 LV  | 1º maggio 2007   | FCBGA6 | 2    | 1,6 GHz  | 8x    | 65 nm          | 0.9 - 1.1 V     | 17 W | 800 MHz  | N.A.             | Sì | Sì | No | Sì | Sì | Merom     |
| Core 2 Duo L7700 LV  | 2 settembre 2007 | FCBGA6 | 2    | 1,8 GHz  | 9x    | 65 nm          | 0.9 - 1.1 V     | 17 W | 800 MHz  | N.A.             | Sì | Sì | No | Sì | Sì | Merom     |
| Core 2 Duo U7500 ULV | 5 aprile 2007    | FCBGA6 | 2    | 1,06 GHz | 8x    | 65 nm          | 0.750 - 0.925 V | 10 W | 533 MHz  | L2=2MB           | Sì | Sì | No | Sì | Sì | Merom-2M  |
| Core 2 Duo U7600 ULV | 5 aprile 2007    | FCBGA6 | 2    | 1,2 GHz  | 9x    | 65 nm          | 0.750 - 0.925 V | 10 W | 533 MHz  | L2=2MB           | Sì | Sì | No | Sì | Sì | Merom-2M  |
| Core 2 Duo U7700 ULV | 30 dicembre 2007 | FCBGA6 | 2    | 1,33 GHz | 10x   | 65 nm          | 0.80 - 0.975 V  | 10 W | 533 MHz  | L2=2MB           | Sì | Sì | No | Sì | Sì | Merom-2M  |
| Core 2 Duo T8100     | 6 gennaio 2008   | P      | 2    | 2,1 GHz  | 10,5x | 45 nm          | 1.00 - 1.250 V  | 35 W | 800 MHz  | L1=2x64KB L2=3MB | Sì | Sì | No | Sì | Sì | Penryn-3M |
| Core 2 Duo T8300     | 6 gennaio 2008   | P      | 2    | 2,4 GHz  | 12x   | 45 nm          | 1.00 - 1.250 V  | 35 W | 800 MHz  | L1=2x64KB L2=3MB | Sì | Sì | No | Sì | Sì | Penryn-3M |
| Core 2 Duo T9300     | 6 gennaio 2008   | P      | 2    | 2,5 GHz  | 12,5x | 45 nm 410 mil. | N.A.            | 35 W | 800 MHz  | L1=2x64KB L2=6MB | Sì | Sì | No | Sì | Sì | Penryn    |
| Core 2 Duo T9500     | 6 gennaio 2008   | P      | 2    | 2,6 GHz  | 13x   | 45 nm 410 mil. | N.A.            | 35 W | 800 MHz  | L1=2x64KB L2=6MB | Sì | Sì | No | Sì | Sì | Penryn    |
| Core 2 Extreme X9000 | 6 gennaio 2008   | P      | 2    | 2,8 GHz  | 14x   | 45 nm 410 mil. | N.A.            | 44 W | 800 MHz  | L1=2x64KB L2=6MB | Sì | Sì | No | Sì | Sì | Penryn    |
| Core 2 Duo P7350     | luglio 2008      | P      | 2    | 2 GHz    | 9,5x  | 45 nm          | 1.00 - 1.250 V  | 25 W | 1066 MHz | L1=2x64KB L2=3MB | Sì | Sì | No | Sì | No | Penryn-3M |
| Core 2 Duo P7370     | 28 dicembre 2008 | P      | 2    | 2 GHz    | 9,5x  | 45 nm          | 1.00 - 1.250 V  | 25 W | 1066 MHz | L1=2x64KB L2=3MB | Sì | Sì | No | Sì | Sì | Penryn-3M |
| Core 2 Duo P7450     | gennaio 2009     | P      | 2    | 2,13 GHz | 8x    | 45 nm          | 1.00 - 1.250 V  | 25 W | 1066 MHz | L1=2x64KB L2=3MB | Sì | Sì | No | Sì | No | Penryn-3M |
| Core 2 Duo P7550     | 13 giugno 2008   | P      | 2    | 2,26 GHz | 8,5x  | 45 nm          | 1.00 - 1.250 V  | 25 W | 1066 MHz | L1=2x64KB L2=3MB | Sì | Sì | No | Sì | Sì | Penryn-3M |
| Core 2 Duo P8400     | 13 giugno 2008   | P      | 2    | 2,26 GHz | 8,5x  | 45 nm          | 1.00 - 1.250 V  | 25 W | 1066 MHz | L1=2x64KB L2=3MB | Sì | Sì | No | Sì | Sì | Penryn-3M |
| Core 2 Duo P8600     | 13 giugno 2008   | P      | 2    | 2,4 GHz  | 9x    | 45 nm          | 1.00 - 1.250 V  | 25 W | 1066 MHz | L1=2x64KB L2=3MB | Sì | Sì | No | Sì | Sì | Penryn-3M |
| Core 2 Duo P8700     | 28 dicembre 2008 | P      | 2    | 2,53 GHz | 9,5x  | 45 nm          | 1.00 - 1.250 V  | 25 W | 1066 MHz | L1=2x64KB L2=3MB | Sì | Sì | No | Sì | Sì | Penryn-3M |
| Core 2 Duo P8800     | giugno 2009      | P, 479 | 2    | 2,67 GHz | 10x   | 45 nm          | 1.00 - 1.250 V  | 25 W | 1066 MHz | L1=2x64KB L2=3MB | Sì | Sì | No | Sì | Sì | Penryn-3M |
| Core 2 Duo P9500     | 14 luglio 2008   | P      | 2    | 2,53 GHz | 9,5x  | 45 nm 410 mil. | 1.050 - 1.212 V | 28 W | 1066 MHz | L1=2x64KB L2=6MB | Sì | Sì | No | Sì | Sì | Penryn    |
| Core 2 Duo P9600     | 28 dicembre 2008 | P      | 2    | 2,67 GHz | 10x   | 45 nm          | 1.050 - 1.212 V | 28 W | 1066 MHz | L2=6MB           | Sì | Sì | No | Sì | Sì | Penryn    |
| Core 2 Duo T9400     | 14 luglio 2008   | P      | 2    | 2,53 GHz | 9,5x  | 45 nm 410 mil. | N.A.            | 35 W | 1066 MHz | L1=2x64KB L2=6MB | Sì | Sì | No | Sì | Sì | Penryn    |
| Core 2 Duo T9600     | 14 luglio 2008   | P      | 2    | 2,8 GHz  | 10,5x | 45 nm 410 mil. | N.A.            | 35 W | 1066 MHz | L1=2x64KB L2=6MB | Sì | Sì | No | Sì | Sì | Penryn    |
| Core 2 Extreme X9100 | 14 luglio 2008   | P      | 2    | 3,06 GHz | 11,5x | 45 nm 410 mil. | N.A.            | 44 W | 1066 MHz | L1=2x64KB L2=6MB | Sì | Sì | No | Sì | Sì | Penryn    |
| Core 2 Duo T9550     | 28 dicembre 2008 | P      | 2    | 2,67 GHz | 10x   | 45 nm          | 1.050 - 1.212 V | 35 W | 1066 MHz | L2=6MB           | Sì | Sì | No | Sì | Sì | Penryn    |
| Core 2 Duo T9800     | 28 dicembre 2008 | P      | 2    | 2,93 GHz | 11x   | 45 nm          | 1.050 - 1.212 V | 35 W | 1066 MHz | L2=6MB           | Sì | Sì | No | Sì | Sì | Penryn    |
| Core 2 Duo T9900     | 28 aprile 2009   | P      | 2    | 3,06 GHz | 11,5x | 45 nm          | 1.050 -1.2125 V | 35 W | 1066 MHz | L2=6MB           | Sì | Sì | No | Sì | Sì | Penryn    |
| Core 2 Duo T6400     | 6 gennaio 2009   | P      | 2    | 2 GHz    | 10x   | 45 nm          | 1.00 - 1.250 V  | 35 W | 800 MHz  | L2=2MB           | Sì | Sì | No | Sì | No | Penryn-2M |
| Core 2 Duo T6570     | 6 gennaio 2009   | P      | 2    | 2,1 GHz  | 10,5x | 45 nm          | 1.00 - 1.250 V  | 35 W | 800 MHz  | L2=2MB           | Sì | Sì | No | Sì | No | Penryn-2M |
| Core 2 Duo T6600     | 6 gennaio 2009   | P      | 2    | 2,2 GHz  | 11x   | 45 nm          | 1.00 - 1.250 V  | 35 W | 800 MHz  | L2=2MB           | Sì | Sì | No | Sì | No | Penryn-2M |
| Core 2 Duo SP9300    | luglio 2008      | FCBGA6 | 2    | 2,26 GHz | 8,5x  | 45 nm          | 1.050 - 1.150 V | 25 W | 1066 MHz | L2=6MB           | Sì | Sì | No | Sì | Sì | Penryn    |
| Core 2 Duo SP9400    | luglio 2008      | FCBGA6 | 2    | 2,4 GHz  | 9x    | 45 nm          | 1.050 - 1.150 V | 25 W | 1066 MHz | L2=6MB           | Sì | Sì | No | Sì | Sì | Penryn    |
| Core 2 Duo SP9600    | gennaio 2009     | FCBGA6 | 2    | 2,53 GHz | 9,5x  | 45 nm          | 1.050 - 1.150 V | 25 W | 1066 MHz | L2=6MB           | Sì | Sì | No | Sì | Sì | Penryn    |
| Core 2 Duo SL9300    | settembre 2008   | FCBGA6 | 2    | 2,4 GHz  | 6x    | 45 nm          | 1.050 - 1.150 V | 17 W | 1066 MHz | L2=6MB           | Sì | Sì | No | Sì | Sì | Penryn    |
| Core 2 Duo SL9400    | settembre 2008   | FCBGA6 | 2    | 1,86 GHz | 7x    | 45 nm          | 1.050 - 1.150 V | 17 W | 1066 MHz | L2=6MB           | Sì | Sì | No | Sì | Sì | Penryn    |
| Core 2 Duo SL9600    | N.D              | FCBGA6 | 2    | 2,13 GHz | 8x    | 45 nm          | 1.050 - 1.150 V | 17 W | 1066 MHz | L2=6MB           | Sì | Sì | No | Sì | Sì | Penryn    |
| Core 2 Duo SU9300    | settembre 2008   | FCBGA6 | 2    | 1,2 GHz  | 6x    | 45 nm          | 1.050 - 1.150 V | 10 W | 800 MHz  | L2=3MB           | Sì | Sì | No | Sì | Sì | Penryn-3M |
| Core 2 Duo SU9400    | settembre 2008   | FCBGA6 | 2    | 1,4 GHz  | 7x    | 45 nm          | 1.050 - 1.150 V | 10 W | 800 MHz  | L2=3MB           | Sì | Sì | No | Sì | Sì | Penryn-3M |
| Core 2 Duo SU9600    | N.D              | FCBGA6 | 2    | 1,6 GHz  | 8x    | 45 nm          | 1.050 - 1.150 V | 10 W | 800 MHz  | L2=3MB           | Sì | Sì | No | Sì | Sì | Penryn-3M |

*Nota: I modelli E6300 ed E6400 inizialmente erano prodotti con core Conroe in cui veniva disabilitata metà cache L2, ma a inizio 2007 si è passati al core Allendale dove viene abilitata la cache L2 precedentemente disabilitata. In commercio sono presenti quindi modelli basati su entrambi i core.

## Loghi

Il logo utilizzato dal 2006 al 2009
Il logo in uso dal 1º aprile 2009